# La leona de Castilla
La leona de Castilla es una película española de drama histórico estrenada en 1951, dirigida por Juan de Orduña y protagonizada en el papel estelar por Amparo Rivelles.
Está basada en la obra teatral dramática en verso de Francisco Villaespesa.

## Sinopsis
Tras su derrota en la Batalla de Villalar, Juan de Padilla jefe de los comuneros, es ejecutado por decapitación junto a Juan Bravo y Francisco Maldonado en presencia de su esposa María de Pacheco y su hijo. Tras ello juran, ante el Concejo de la ciudad de Toledo, vengar su muerte y continuar la guerra contra Carlos I. Ella es una dama castellana de alta alcurnia, de salud frágil pero fuerte de carácter, que reacciona de forma heroica y participa en peligrosos combates contra la tiranía del rey Carlos I, convirtiéndose en la Leona de Castilla, símbolo de las libertades populares oprimidas.

## Reparto
- Amparo Rivelles como María de Pacheco
- Virgílio Teixeira como Pedro de Guzmán (Duque de Medina Sidonia)
- Alfredo Mayo como Manrique
- Manuel Luna como	Ramiro
- Eduardo Fajardo como Tovar
- Rafael Romero Marchent como Juan de Padilla hijo
- Antonio Casas como Juan de Padilla
- Laly del Amo como Doña Isabel
- María Cañete como	Sirvienta de María de Pacheco
- Nicolás D. Perchicot como	Cura en ejecución
- Teófilo Palou como Francisco Maldonado
- Alberto Romea como Arzobispo
- Domingo Rivas como Noble toledano
- Santiago Rivero como Líder de los Imperiales
- Manuel Arbó como Noble toledano
- Francisco Pierrá como Noble toledano
- José Jaspe como Juan Bravo
- Jesús Tordesillas como Don López
- Faustino Bretaño
- Adriano Domínguez
- Miguel Pastor
- Arturo Marín
- Antonio Riquelme
- Germán Cobos